# Nezamyslice (okres Prostějov)
Nezamyslice (Duits: Nesamislitz) is een Moravische vlek (městys) in de Tsjechische regio Olomouc, en maakt deel uit van het district Prostějov. Nezamyslice telt 1484 inwoners (2023). Het station Nezamyslice is in de vlek gelegen.

## Geschiedenis
- 1276 – De eerste schriftelijke vermelding van Nezamyslice.
- 2006 – De gemeente Nezamyslice krijgt (opnieuw) de status vlek.[1]